# José Pineda Álvarez
José Pineda Álvarez (Alcalá de Guadaíra, Sevilla, España, 27 de mayo de 1924-22 de junio de 2000) fue un futbolista español que jugaba como delantero.

## Clubes
| Club                | País   | Año       |
| ------------------- | ------ | --------- |
| Real Betis Balompié | España | 1941      |
| Xerez F. C.         | España | 1941-1943 |
| Real Betis Balompié | España | 1943-1947 |
| Sevilla F. C.       | España | 1947-1951 |
| R. C. Celta de Vigo | España | 1951-1953 |
| Real Jaén C. F.     | España | 1953-1955 |
| Real Gijón          | España | 1955-1956 |

## Palmarés

### Campeonatos nacionales
| Título                | Club          | País   | Año  |
| --------------------- | ------------- | ------ | ---- |
| Copa del Generalísimo | Sevilla F. C. | España | 1948 |